# Balsas (El Oro)
Balsas ist eine Kleinstadt und die einzige Parroquia urbana („städtisches Kirchspiel“) im Kanton Balsas der ecuadorianischen Provinz El Oro. Verwaltungssitz von Parroquia und Kanton ist die gleichnamige Stadt. Die Parroquia Balsas hat eine Fläche von 56,11 km². Die Einwohnerzahl betrug beim Zensus 2010 5630. Davon lebten 4032 Einwohner in der Stadt Balsas.

## Lage
Die 662 m hoch gelegene Stadt Balsas befindet sich in den westlichen Ausläufern der Anden im Südwesten von Ecuador. Balsas befindet sich 57 km südsüdöstlich der Provinzhauptstadt Machala. Die Fernstraße E50 (Santa Rosa–Chaguarpamba) verläuft durch Balsas. Ein bis zu 1400 m hoher Höhenkamm verläuft entlang der nördlichen Verwaltungsgrenze. Im Süden reicht das Verwaltungsgebiet bis zum Río Puyango. Im Südwesten wird das Gebiet von der nach Süden fließenden Quebrada Balsas begrenzt.
Die Parroquia Balsas grenzt im Norden an die Parroquias La Bocana, Saracay und Moromoro (alle drei im Kanton Piñas), im Osten an die Parroquia Capiro (ebenfalls im Kanton Piñas), im Süden an die Provinz Loja mit der Parroquia Orianga (Kanton Paltas), im Südwesten an die Parroquia Marcabelí (Kanton Marcabelí) sowie im Nordwesten an die Parroquia Bellamaría.

## Geschichte
Am 23. Februar 1987 wurde der Kanton Balsas gegründet und Balsas wurde dessen Verwaltungssitz (cabecera cantonal) und eine Parroquia urbana.